# Parathyma epibaris
Parathyma epibaris är en fjärilsart som beskrevs av Hans Fruhstorfer 1906. Parathyma epibaris ingår i släktet Parathyma och familjen praktfjärilar. Inga underarter finns listade i Catalogue of Life.